# سیارک ۳۳۷۲
سیارک ۳۳۷۲ (به انگلیسی: 3372 Bratijchuk، نامگذاری:1976SP4) سه هزار و سیصد و هفتاد و دومین سیارک کشف شده‌است که در ۲۴ سپتامبر ۱۹۷۶ کشف شد.
قدر مطلق سیارک برابر ۱۲٫۳۰ است.